# Karin Prokop
Karin Maria Ilona Prokop (* 11. Februar 1966 in Tulln an der Donau, Niederösterreich) ist eine österreichische Trainerin, Politikerin (Team Stronach, ehemals ÖVP) und ehemalige Handballspielerin.

## Leben

### Ausbildung und Beruf
Karin Prokop wurde 1966 als Tochter von Gunnar Prokop und Liese Prokop geboren. Sie wuchs zusammen mit zwei Brüdern auf. Von 1972 bis 1976 besuchte Prokop die Volksschule Südstadt, von 1976 bis 1980 das Bundesgymnasium Mödling Keimgasse und von 1980 bis 1985 die Handelsakademie Mödling, wo sie ihre Matura machte. Im Anschluss begann sie Wirtschaftspädagogikstudium.
Nachdem sie 1993 ein halbes Jahr bei der Niederösterreichischen Versicherung als Außendienstmitarbeiterin gearbeitet hatte, wurde sie von 1993 bis 1994 bei einem Versicherungsmakler tätig. Von 1994 bis 1996 fungierte sie als Sportkoordinator für den Bereich Frauen beim österreichischen Handballbund. In dieser Funktion war sie unter anderem hauptverantwortlich für die Organisation der Handball-Weltmeisterschaft der Frauen 1995. Von November 1996 bis August 2002 arbeitete Prokop in verschiedenen Positionen für Magna International.
Seit August 2002 ist Prokop selbständig und bietet Seminare, Coaching und Aufstellungsseminare an. Seit Februar 2004 existiert dazu ihre eigene Firma PPP Prokop Personalberatung KEG. Von 2004 bis 2007 absolvierte sie einen Universitätslehrgang für Mentalcoaching.

### Sportliche Karriere
Propok wuchs in einer Familie auf in der Handball eine wichtige Rolle spielte, so waren sowohl ihr Vater als auch ihre Mutter in dieser Sportart aktiv. Prokop selbst spielte von 1977 bis 1995 Handball. Ab 1982 spielte sie in der ersten Mannschaft von Hypo Niederösterreich, mit der sie sechsmal Europacupsieger wurde. 1984 erfolgte ihre Berufung in die österreichische Nationalmannschaft.
Unter anderem nahm sie an den Olympischen Sommerspielen 1984 in Los Angeles und 1992 in Barcelona teil, sowie an der internationalen Schulweltmeisterschaft 1984 in Marseille, der Juniorinnen-Weltmeisterschaft 1985 in Seoul und der Europameisterschaft 1994 in Deutschland.

### Politische Karriere
Wie ihre Mutter wurde auch Karin Prokop nach dem Ende ihrer sportlichen Karriere für die ÖVP politisch aktiv. Für diese Partei wurde sie in den Gemeinderat von Maria Enzersdorf gewählt. Im August 2012 wechselte sie zu der – zu diesem Zeitpunkt noch in der Gründung befindlichen – Partei von Frank Stronach. Diesen hatte sie 1996 im Zuge ihrer Arbeit für Magna kennengelernt. Mit Wirkung vom 21. August 2012 legte Prokop ihre Funktion als Geschäftsführende Gemeinderätin nieder und übte nur noch ihr Mandat als Gemeinderätin aus.
Sie war Landesparteiobfrau des Team Stronach für Niederösterreich. Sie kandidierte aber nicht für die im März 2013 anstehende Landtagswahl. Kurzzeitig war sie 2013 Landesgeschäftsführerin des Teams Stronach in Salzburg und Büroleiterin von Landesrat Hans Mayr. Nach einem Rechtsstreit verlagerte sie 2015 ihren Lebensmittelpunkt wieder nach Niederösterreich.